# Хабусю

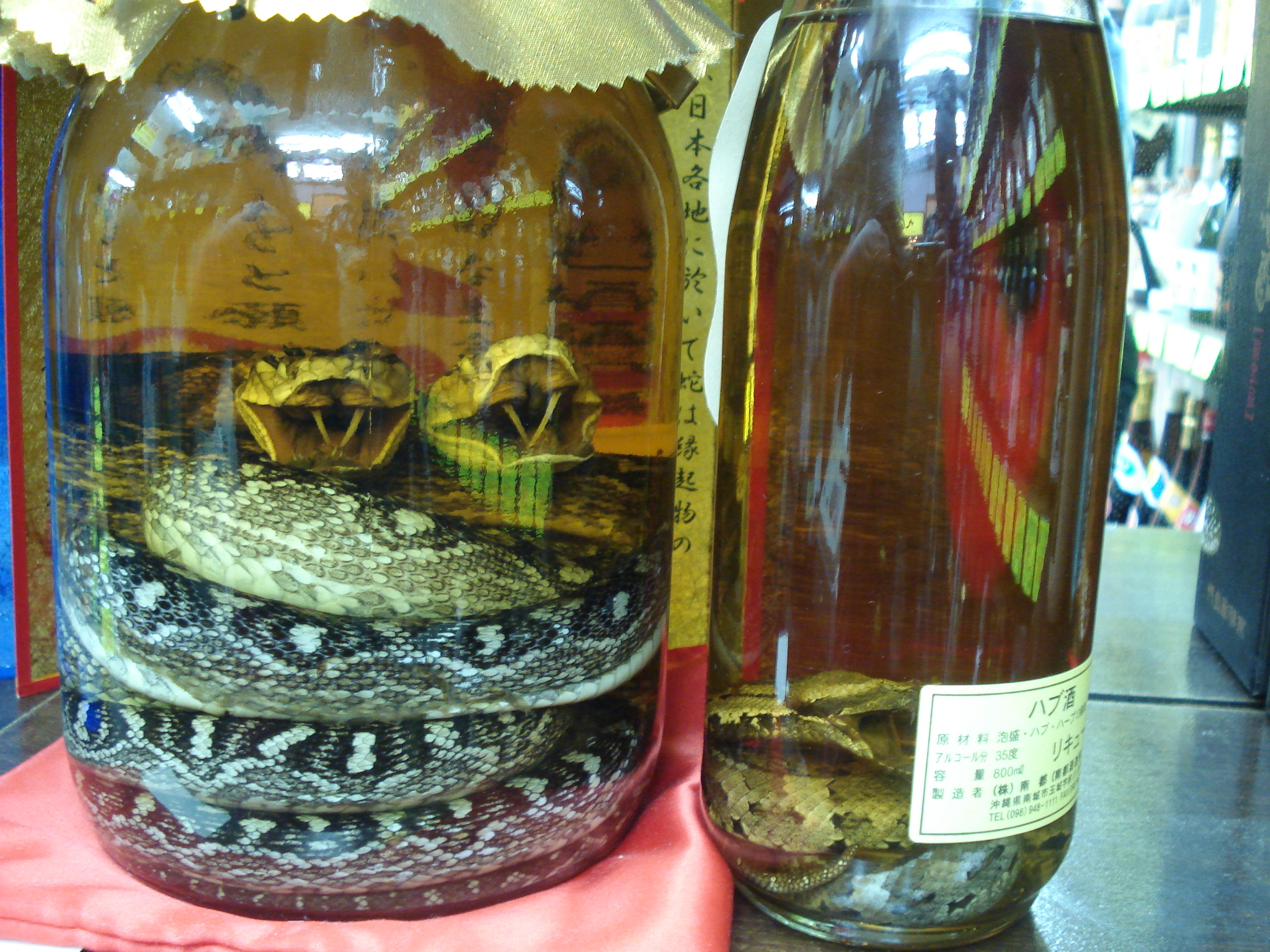
Змеи, погружённые в ёмкости с хабусю

Хабусю (яп. ハブ酒) — алкогольный напиток, основанный на авамори, производящийся в Японии на Окинаве. Также он известен под названиями «Хабу сакэ» и «Окинавское змеиное вино». Хабусю назван из-за использующейся в процессе приготовления напитка змеи хабу, являющейся видом Trimeresurus flavoviridis и принадлежащей к семейству ямкоголовые, которые близки к гремучим змеям и медноголовым щитомордникам. Змеи хабу являются ядовитыми и распространены в ряде районов Восточной Азии, включая японские острова Рюкю. Укус змеи может вызывать головокружение, рвоту, гипотонию и возможную смерть. Кроме того, описаны случаи, когда жертвы змеи даже после лечения теряли способность двигать руками и ногами.

## Производство
Производители хабусю могут использовать примерно 5000 змей хабу в год. Винокурня берёт измельчённый рис и плесневой грибок кодзи, чтобы сделать авамори для хабусю. Первым этапом является смешение авамори с травами и мёдом, чтобы придать прозрачному напитку жёлтый оттенок. Затем в напиток помещают подготовленную змею и он хранится до того, как будет выпит. Обычно авамори настаивается в течение долгого периода времени: иногда процесс занимает 10 лет. Алкоголь помогает расщепить яд до состояния, когда он перестаёт представлять опасность. Некоторые марки хабусю продаются прямо со змеёй в бутылке, содержимое которой перемешано с мёдом и травами.
Существует два способа помещения змеи в напиток. В первом случае, производитель может просто утопить гадюку в алкоголе и запечатать бутылку. Вторым вариантом является помещение змеи на лёд, пока она не потеряет сознание. Затем хабу потрошат и зашивают, после чего змея оттаивает и умирает, принимая агрессивную стойку, которой и добиваются производители хабусю. После этого змею на месяц опускают в ёмкость со спиртом для консервации. Когда приходит время, хабу перемещают в 59 % алкоголь на 40 дней и в конце процесса, в смесь из 35 % авамори, который уже предполагается для употребления. Считается, что из-за удаления внутренностей змеи при использовании второго способа, у напитка нет неприятного запаха.
Согласно народным поверьям, поскольку змея хабу может спариваться в течение долгого времени, то и напиток обладает качествами, способными помочь с сексуальной дисфункцией мужчин, так как эта сила передаётся от змеи к тем, кто пьёт хабусю.